# PR-586
A Rodovia PR-586 é uma estrada pertencente ao governo do Paraná, que liga as rodovias federais BR-277 e BR-163, em Santa Tereza do Oeste, região oeste do estado.
Com 4,97 quilômetros de extensão, tem o trecho asfaltado em pista simples. Não recebeu denominação oficial. 

## Trecho
A rodovia possui uma extensão total de 4,97 quilômetros, pista simples e asfaltado.
| Ponto de referência  | Extensão do trecho | Extensão acumulada | Situação    |
| -------------------- | ------------------ | ------------------ | ----------- |
| Entroncamento BR-277 | ---                | 0 km               | ---         |
| Entroncamento BR-163 | 4,97 km            | 13,3 km            | pavimentado |